# 퀸테선스 (물리학)
퀸테선스(quintessence)는 물리학에서 가상의 암흑 에너지 형태, 더 정확하게는 우주의 가속 팽창률 관찰을 설명하기 위하여 가정하고 있는 스칼라 필드(scalar field)를 뜻한다.
이러한 시나리오로 최초의 것은 라트라와 피블스 (1988) 및 웨터리히 (1988)에 의하여 제안되었다. 퀸테선스의 개념은 보다 일반적인 유형인 시변 암흑 에너지의 개념으로 확장되었는데, "퀸테선스"(제5원소)라는 용어는 로버트 콜드웰, 라훌 데이브 및 폴 스타인하트에 의한 1998년 논문에서 처음 소개되었는데, 여기서 퀸테선스는 일부 물리학자들에 의해 5번째 기본 힘으로 제안되었다. 퀸테선스는 동적이라는 점에서 암흑 에너지에 대한 우주론적 상수 설명과 다르다. 즉, 정의에 따라 변하지 않는 우주 상수와 달리, 시간의 흐름에 따라 변화 하는 것이다. 퀸테선스는 운동 에너지와 위치 에너지의 비율에 따라 인력이거나 척력으로 될 수 있다. 이 가설의 연구자들은 퀸테선스가 빅뱅 이후 약 35억 년 전인 약 100억 년 전에 척력으로 되었다고 믿고 있다.
2021년에 어떤 그룹의 연구자들은 허블 장력의 관측에 의하면, 아마도 0이 아닌 결합 상수를 가지는 퀸테선스 모델만이 실현 가능하다는 것을 의미할 수 있다고 주장했다.

## 용어
퀸테선스라는 이름은 다섯번째의 원소를 의미하는 라틴어 "quinta essentia"에서 유래한 것이다. 중세시대부터 라틴어로 불리던 이 원소는, 아리스토텔레스가 천계의 본질이라고 생각하여 고대로부터 내려오던 4개의 고전적 원소에 추가된 최초의 원소이다. 아리스토텔레스는 4개의 고전적 원소를 순수하고 훌륭하며 원초적인 요소로 상정했다. 나중에 학자들은 퀸테선스를 에테르와 같은 것으로 보았다.
현대의 퀸테선스는 우주 전체의 질량-에너지 함량에 대하여, "동적이고, 시간 의존적이며, 공간적으로 비균질한" 것으로 알려진 5번째의 기여 요소가 될 수 있다. 여기서 다른 4개의 구성 요소는 물론 고대 그리스의 고전적 원소 4개 아니라 "바리온, 중성미자, 암흑 물질, [및] 방사선"의 4개이다. 중성미자는 때때로 방사선으로 간주되기도 하지만, 여기서 "방사선"이라는 용어는 질량이 없는 광자를 가리킨다. 우주의 공간적 곡률(현재까지 검출되지 않음)은 '비역동적'이고 '균질'하기 때문에 제외되어 있다. 우주 상수는 이러한 의미에서 5번째 원소로 인정되지 않을 것인데, 이는 '비동역학적'이고 '동질적'이며 '시간에 독립적'이기 때문이다.

## 스칼라 필드
퀸테선스( Q )는 상태 방정식이 있는 스칼라 필드인데, 이는 wq는 압력 pq 와 밀도 {\displaystyle \rho }q 의 비율인 위치 에너지 {\displaystyle V(Q)}와 동역학적 항에 의해 아래와 같이 주어진다:
{\displaystyle w_{q}={\frac {p_{q}}{\rho _{q}}}={\frac {{\frac {1}{2}}{\dot {Q}}^{2}-V(Q)}{{\frac {1}{2}}{\dot {Q}}^{2}+V(Q)}}}
따라서 퀴텐선스는 동적이며 일반적으로 시간에 따라 달라지는 밀도와 wq 매개변수를 갖는다. 이와 반대로 우주 상수는 고정된 에너지 밀도와 w q = − 1인 정적이다.

## 추적기 거동
퀸테선스의 많은 모델에는 추적기 거동이 있는데, 라트라와 피블스(1988) 및 폴 스타인하트 et al. (1999)에 의하면 이로써 우주 상수 문제가 부분적으로 해결된다. 이 모델에서 퀸테선스 필드는 물질-방사선 일치까지 복사 밀도를 밀접하게 추적하는(하지만 그보다 작은) 밀도를 가지며, 이는 퀸테선스가 암흑 에너지와 유사한 특성을 갖기 시작하여 결국 퀸테선스가 우주를 지배하도록 촉발시킨다. 이는 자연히 암흑 에너지의 낮은 규모를 설정한다. 추적기 솔루션에 의해 주어지는 우주의 예측된 팽창률을 우주 데이터와 비교할 때 추적기 솔루션의 주요 특징은 상태 방정식의 동작을 적절하게 설명하기 위해 4개의 매개변수가 필요하다는 것이다. 기껏해야 매개변수가 2개인 모델이 중간 미래 데이터(horizon 2015–2020)에 의해 최적으로 제한될 수 있음이 밝혀졌다.

## 구체적 모델
일부 특수한 경우에 퀸테선스는 팬텀 에너지인데, 여기서 wq <− 1, 및 k-essence(kinetic quintessence의 줄임말)로 비표준 형태의 운동 에너지를 갖는다. 이러한 유형의 에너지가 존재한다면 암흑 에너지의 에너지 밀도 증가로 인해 우주에 큰 균열이 발생하여 우주의 팽창이 기하급수적으로 빨라질 것이다.

### 홀로그램 암흑 에너지
홀로그램 암흑 에너지 모델은 우주 상수 모델과 비교하여 높은 축퇴성을 암시한다. 암흑 에너지는 시공간의 양자 요동에서 비롯될 수 있으며 우주의 사건 지평선에 의해 제한된다고 제안되어 있다.
퀸테선스 암흑 에너지에 대한 연구에서는 홀로그램 가열화에 기반한 시공간 시뮬레이션에서 중력 붕괴를 지배한다는 것을 발견했다. 이러한 결과는 정수의 상태 매개변수가 작을수록 플라즈마가 가열화되기 어렵다는 것을 보여준다.

### 조화 퀸테선스
조화 퀸테선스(Harmonic quintessence)는 기본 에너지 양자를 기반으로 암흑 에너지의 에너지 밀도를 설명한다.

## 퀸톰 시나리오
2004년 과학자들은 암흑 에너지의 진화를 우주 데이터에 맞추면, 상태 방정식이 위에서 아래로 우주 상수 경계( w = –1)를 넘었을 가능성이 있음을 발견했다. 검증된 노고(no-go) 정리에서는 퀸톰(Quintom) 시나리오라고 하는 이러한 상황이 이상 기체 또는 스칼라 필드를 포함하는 암흑 에너지 모델에 대해 최소 2개의 자유도가 필요함을 나타낸다.

## 같이 보기
- 아이테르 (고전적 원소)

## 추가 자료
- Christof, Wetterich (1987년 9월 24일). “Cosmology and the fate of dilatation symmetry”. 《Nuclear Physics B》 302 (4): 668–696. arXiv:1711.03844. Bibcode:1988NuPhB.302..668W. doi:10.1016/0550-3213(88)90193-9.
- Ostriker JP; Steinhardt P (January 2001). “The Quintessential Universe”. 《Scientific American》 284: 46–53. Bibcode:2001SciAm.284a..46O. doi:10.1038/scientificamerican0101-46. PMID 11132422.
- Lawrence M. Krauss (2000). 《Quintessence: The Search for Missing Mass in the Universe》. Basic Books. ISBN 978-0465037414.